# Stangmål
Stangmål (forkortes stg.) er et mål for heste, æsler og muldyr.
Det måles i cm fra jorden til vandret ud for lansemærket, der er mankens begyndelse. (Båndmål følger kroppens runding og er større end stg.)

## Stangmålskategorier
- Ponyer; op til 148 cm i stangmål uden sko
- Heste; over 148 cm. Undtaget er små hesteracer som islændere.